# Миус-фронт
«Миус-фронт» — укреплённый оборонительный рубеж вермахта во время Великой Отечественной войны на западном берегу реки Миус. Создан в декабре 1941 года.
Советские войска дважды пытались прорвать рубеж «Миус-фронта»: с декабря 1941 по июль 1942 года и с февраля по август 1943 года. Им это удалось лишь в августе 1943 года в ходе Донбасской наступательной операции, когда войска Южного фронта прорвали немецкий рубеж обороны в районе посёлка Куйбышево. По некоторым данным, общие потери РККА на «Миус-фронте» (убитые, раненые, пленные и пропавшие без вести) составили около 150 тысяч человек только в 1942 г.

## Описание укреплений
Основная линия обороны начиналась у побережья Азовского моря к востоку от Таганрога, затем проходила по реке Миус, что и дало название всей линии.
Глубина укреплений линии местами доходила до 11 километров. Вдоль р. Миус линия проходила по правому, то есть высокому берегу реки. Также были использованы частые обрывы, высоты, овраги и скалы, характерные для данного участка Донецкого кряжа. В том числе, в систему обороны входил курган Саур-Могила — господствующая высота вблизи с. Сауровка в Шахтёрском районе Донецкой области.
Всего для обороны было задействовано порядка 800 населённых пунктов в полосе шириной 45-50 километров. Вторая линия обороны проходила по правым берегам рек Крынка и Мокрый Еланчик и через населённые пункты Красный Кут, Мануйловка, Андреевка. Третья линия обороны проходила по правому берегу реки Кальмиус, к востоку от Сталино, Макеевки и Горловки. Однако эти укрепления в боях задействованы не были.
Для сооружения укреплений использовались рельсы, лес со складов на шахтах, разбирались дома местных жителей. В постройках оборонительной линии участвовало гражданское население, включая женщин, детей и стариков.
Были сооружены цепи дотов и дзотов, пулемётные гнёзда и артиллерийские позиции. Были заминированы поля, прорыты траншеи, противотанковые рвы и выставлены проволочные заграждения. Ширина минных полей была не менее 200 метров. Плотность дотов и дзотов доходила до 20-30 на квадратный километр
Описание оборонительных позиций немецких войск в районе Анастасиевки
«На рубеже Анастасиевка-Михайловка (по зап.берегу Мокрый Еланчик) противник создал неглубокую оборону состоящую из отрытых огневых точек и развитой сети траншей. Рубеж Анастасиевка-Малокирсановка оборудован открытыми площадками для ручных пулеметов и противотанковых ружей и ходами сообщений в полных профиль. Вывод: оборона противника на западном берегу р. Мокрый Еланчик на рубеже : Анастасиевка-Михайловка оборудована примитивно, незакончена и не представляет серьезного значения…» 
Источник: Справка об оборонительных рубежах противника по данным инженерной разведки, опроса местных жителей и других источников.№ документа 812, Дата создания документа: 10.09.1943 г. Архив: ЦАМО, Фонд: 442, Опись: 8465, Дело: 64, Лист начала документа в деле: 32 Авторы документа: 28 А, гв. майор Торин.

## Осень 1941 — весна 1942
На рубеж р. Миус немецкая армия (танковая группа Клейста) вышла в середине октября 1941 года: 17 октября пал Таганрог. Наступившая осенняя распутица и истощение запасов горючего заставили противника задержать продвижение. Командующий группы «Юг» фельдмаршал Герд фон Рундштедт полагал, что в преддверии зимы продолжать наступление не следует. Поэтому было начато сооружение линии укреплений на р. Миус.. Однако Гитлер настоял на продолжении наступления, и 17 ноября танки Клейста двинулись на Ростов-на-Дону. После недели упорных боёв оборона Красной Армии была сломлена, и в ночь на 20 ноября немецкие войска вошли в город.
В полном соответствии с предсказанием Рундштедта сил для удержания города не хватило, и уже 28 ноября советские войска под командованием С. К. Тимошенко после упорного и кровопролитного боя вновь заняли Ростов-на-Дону. Рундштедт запросил разрешения Гитлера отвести войска на подготовленный рубеж обороны на р. Миус, но разрешения не получил. Тем не менее, приказ к отходу был отдан, за что в тот же день Рундштедт был отстранён от командования. Новый командующий группой «Юг» Вальтер фон Райхенау, прибыв на место, подтвердил приказ к отступлению. Рубеж Миуса части 17-й полевой армии удерживали всю весну следующего 1942 года вплоть до начала наступления на Кавказ.

## Зима 1942/43
Оборона вермахта на Миус-фронте продолжалась до июля 1942, когда после провала наступления Красной Армии под Харьковом немецкое командование начало наступление на Кубань и Кавказ. 24 июля части 17-й армии вновь вошли в Ростов-на-Дону. На этот раз советские войска не смогли удержать город, что было отмечено в тексте известного приказа НКО № 227 — «Ни шагу назад!».
После окружения под Сталинградом 6-й армии Паулюса в декабре 1942 года, группировке вермахта на Кубани и Северном Кавказе (группа армий «А») грозило окружение, поскольку части Красной Армии, находившиеся в районе Сталинграда, оказались намного ближе к Ростову, через который проходила связь группы с остальными частями Восточного фронта.
Приказ Гитлера на отступление с Кавказа последовал 27 декабря 1942 года, когда силы Красной Армии уже находились в опасной близости к Ростову. Упорные бои на подступах к городу продолжались в течение января 1943 года. Вермахту всё же удалось сдержать натиск Красной Армии: 1-я танковая переправилась через Дон и избежала окружения. После этого немецкие войска оставили Ростов-на-Дону (освобождён 14 февраля 1943) и вновь отошли на линию Миус-фронта, где и закрепились до лета 1943.

## Прорыв Миус-фронта
Подготовка к прорыву Миус-фронта была начата в мае 1943 года. В наступлении участвовали соединения Южного фронта.

### 17 июля — 2 августа
17 июля советские войска внезапной атакой трёх гвардейских мехкорпусов (с севера на юг: 1-й, 4-й и 2-й г.м.к.) при поддержке 31-го гвардейского пехотного корпуса прорвали фронт 6-й армии вермахта на глубину до 10 км и заняли плацдарм на западном берегу Миуса в районе сёл Степановка и Мариновка. Для ликвидации угрозы немецкое командование срочно перебросило танковые части с других участков южного направления. Из-под Харькова были переброшены танковые дивизии СС «Рейх» и «Тотенкопф», несмотря на то, что бои за Харьков ещё продолжались. Была выведена из резерва 6-й армии и направлена на Миус-фронт недавно переформированная 23-я танковая дивизия. Южный фланг выступа прикрывала 294-я пехотная дивизия.
В результате упорных боёв с участием крупных танковых и моторизованных сил с обеих сторон к 2 августа противнику удалось ликвидировать прорыв и вновь выйти на рубеж р. Миус в районе сёл Куйбышево — Дмитровка. К концу июля на Миус-фронте наступило затишье.
В связи с большими потерями  в частях 2 гв.армии командующим 2 гв.армией  20 июля 1943 года  был издан приказ №: ОУ/01660  о мобилизации местного населения в освобожденных населенных пунктах:  мобилизации подлежали мужчины 1893—1926 годов рождения и женщины того же возраста, имеющие оборонные специальности или ранее состоявшие на учете в райвоенкоматах, или служившие в Красной Армии до оккупации.  Указанные лица не позднее чем через 24 часа с момента освобождения населенного пункта должны быть отправлены в 9-й армейский запасной полк 2 гв. армии.
«…а) немедленно по очищении населенного пункта всех лиц, подлежащих мобилизации предупреждать о явке в условленное место с продуктами на 5—7 дней, в годной к носке одежде и предметами личного обихода. Всех явившихся немедленно отводить в тыл соединения, в пункт по указанию штаба соединения, где и передать уполномоченным по мобилизации.  Для сопровождения выделить конвой, коему получать расписку о числе сданных мобилизованных. Оформление именных списков и вся дальнейшая обработка призванных возлагается на моб. группу;
б) тщательно прочесать все балки, рощи и укрытые места для выявления лиц подлежащих мобилизации; …
4) В случаи, если по приказу командования, тот или иной населенный пункт вновь подлежит временной эвакуации – мужчины 1927 года рождения подлежат немедленной мобилизации и передаче в 9-й АЗСП»

### 18 — 31 августа
18 августа было начато наступление войск Южного фронта. Предварительно была проведена 70-минутная артподготовка, в которой участвовали 1500 артиллерийских орудий и миномётов. 
После артподготовки части 5-й ударной армии стали наступать: атаковали танки, перед ними шли сапёры, которые показывали проходы в минных полях (так как из-за пыли и дыма обзор был затруднён и танкисты не видели вешек, установленных сапёрами), за танками шла пехота. С воздуха атаку поддерживали «Илы» — штурмовики 7-го штурмового авиационного корпуса. Миус-фронт был прорван на глубину 8—9 километров.
Согласно показаниям перебежчика (15.09.1943) переводчика дешифровальной службы 11-й разведроты 549-го полка связи 6-й армии вермахта Фридриха Дюваля, немецкая радиоразведка дала командованию 6-й армии ценные сведения о предстоящем наступлении Красной армии, получая информацию из перехваченных шифротелеграмм 2-й гв.армии и 5-й ударной армии, дешифровать которые не составляло большого труда. Пленный показал, что ими легко дешифровались переговоры командования войсковых соединений.
19 августа у села Куйбышево 4-й гвардейский механизированный корпус под командованием генерал-лейтенанта Т. И. Танасчишина прорвались за линию фронта на 20 километров. Их танки подошли к Амвросиевке, приблизившись ко второй линии обороны.
20 и 21 августа в результате контратак немцев советские войска немного отступили. 22—26 августа германское командование перебросило из Крыма 13-ю танковую дивизию. Собрав подразделения с соседних участков фронта, немцы попытались фланговыми ударами окружить наступавших.
В ночь на 24 августа советские войска пошли в атаку и заняли сёла Артёмовка, Кринички, хутор Семёновский.
В ночь с 25 на 26 августа 1943 года боевая группа 13-я танковой дивизии под командованием командира 4-го танкового полка полковника Фридерика Эдмон фон Хаке (14.08.1898 — 22.03.1982) в составе 4-го танкового полка, 1-го батальона 66-го панцер-гренадерского полка под командованием майора Вальдемара фон Гацена (06.12.1917 — 13.01.2014), 9-й и 10-й рот, 1-го батальона 93-го панцер-гренадерского полка под командованием Альтманна, 13-го дивизиона противотанковых орудий, 1-й легкой зенитной батареи 271-го зенитного дивизиона и 2-го дивизиона 13-го артиллерийского полка сосредоточилась юго-восточнее н.п. Мокроеланчик. Боевая группа Шеваллери под командованием командира 93-го панцергренадерского полка в составе одной роты 93-го панцергренадерского полка, 4-го инженерно-сапёрного батальона, 13-го разведывательного батальона, 1-й тяжелой зенитной батареи находилась на рубеже сев. Бокашовка и охраняла подходы к левому флангу 111-й пехотной дивизии зап. Лисичий. Командный пункт боевой группы Шеваллери расположился южнее н.п. Кошарное. Перевязочный пункт дивизии в Новоивановка. Частям дивизии предписывалось до 04:00 часов 26 августа 1943 прибыть сев. окраина Василевка (Амвросиевский район), для соединения с группой фон Хаке.
Боевым распоряжением 2-я гвардейской ночной бомбардировочной авиационной дивизией была поставлена задача 25-му ГАП, 60-му ГАП, 61-му ГАП и штрафной авиаэскадрилье для обеспечения бомбардировки авиацией дальнего действия населенных пунктов Мокроеланчик, Василевка и Марфинка (Ростовская область) произвести бомбардировку указанных населенных пунктов и в 21:30 поджечь населенные пункты, для чего использовать боеприпасы КС ЗАБ-100-П. Бомбардировку в ночь с 25 на 26 августа н.п. Мокроеланчик произвели 11 экипажей из состава 21-го гв. авиаполка ДД. Бомбардировку [Марфинки провели экипажи 61-го ГАП, произведя 84 самолёто-вылета с целью уничтожения противника, и штрафной авиаэскадрильи, совершившей 14 самолёто-вылетов, после чего в 22 часа бомбардировку Марфинка (Ростовская область) произвели экипажи 4-й гвардейского авиационного полка дальнего действия .
27 августа были освобождены Амвросиевка, сёла Большое Мешково и Благодатное (Амвросиевский район).
28 августа 70-м гв. стрелковый полк под командованием гв. майора Дрыгина 24-й гв. стрелковой дивизии 1-го гв. стрелкового корпуса с приданным 535-м иптап к 16:00 освободил Марфинку.
29 августа 72-й гв. стрелковый полк под командованием гв. подполковника Клабукова Петра Сергеевича 24-й гв. стрелковой дивизии 1-го гв.стрелкового корпус в 04:00 вошёл в Анастасиевку (немцы оставили её без боя)
Штурм Саур-Могилы советскими войсками был начат 28 августа 1943 года. В штурме участвовали части 96-й гвардейской стрелковой дивизии, которой командовал гвардии полковник С. С. Левин. 29 августа после артналёта советские войска почти захватили вершину, но контратака немцев в направлении хутора Саурмогильский (теперь село Сауровка) оттеснила нападавших. Высота была взята утром 31 августа. После взятия высоты советские войска сразу же продолжили преследование немецких войск, отступавших в направлении Снежного и Чистяково (нынешний Торез).

## Значение
Миус-фронт надолго задержал продвижение Красной Армии на южном направлении. Если Ростов-на-Дону был освобождён в феврале 1943 года, то Таганрог — лишь 30 августа того же года. Одновременно с этим, Миус-фронт отвлёк на себя определённую часть сил вермахта, внеся свой вклад в общие успехи Красной Армии на других направлениях.
Июльское наступление Южного фронта заставило Германию перебросить с Курской дуги на Миус-фронт три танковые дивизии, что не могло не отразиться на результатах Курской битвы. При этом 30—31 июля 1943 года при попытке отбить прорыв Миус-фронта частями Красной Армии, элитный танковый корпус СС потерял людей и техники больше, чем двумя неделями раньше под Прохоровкой. 
При этом, потери на Миус-фронте были столь велики, что на одного погибшего немецкого солдата приходилось семь-восемь солдат РККА.
Значение Миус-фронта и подвиг бойцов, прошедших здесь, по их собственному признанию, «маленький Сталинград», до сих пор так и остались недооценёнными.

## Память
- Возле города Снежное находится мемориальный комплекс «Саур-Могила» — высота, за которую в августе 1943 года вели ожесточённые бои с немецко-фашистскими войсками части 5-й ударной армии Южного фронта. В 1967-1975 гг. на Саур-Могиле сооружён мемориальный комплекс в память о подвиге советских солдат, погибших при штурме высоты и прорыве немецкой оборонительной линии на реке Миус.
- В Красном Луче сооружён мемориальный комплекс «Миус-Фронт».
- 7 мая 1980 года в Неклиновском районе Ростовской области, недалеко от посёлка Самбек, в честь воинов 130-й и 416-й стрелковых дивизий, удостоенных почётного наименования «Таганрогских», был воздвигнут Мемориал боевой славы, официально названный «Мемориал Славы на Самбекских высотах». Памятник воздвигнут на самой высокой точке возле осыпающихся от времени окопов, разрушенных пулемётных гнёзд, блиндажей на окраине села. На большом камне у входа в мемориальный комплекс высечена надпись:

Остановись, товарищ! Поклонись земле, обагрённой кровью богатырей твоего народа, отстоявших мир, в котором ты живёшь. Пусть на этом кургане твоё сердце воспламенится великим огнём их беззаветной любви к Родине, а память твоя сквозь годы пронесёт славу их бессмертного подвига для передачи потомкам в веках. Никто не забыт, ничто не забыто".

Автор комплекса — бакинский скульптор Э. Шамилов и ростовские архитекторы В. И. и И. В. Григор. Памятник представляет собой две бетонные стены — две стрелковые дивизии, освобождавшие эти места, и является самым крупным памятником на территории Ростовской области. В открытии памятника участвовала азербайджанская делегация во главе с первым секретарём ЦК Компартии Азербайджанской ССР Гейдаром Алиевым.
- Памятник «Якорь» находится в 5 км от посёлка Матвеев Курган, на Волковой горе Матвеево-Курганского района Ростовской области России. Высота памятника — 27 метров, открыт в 1973 году в честь моряков 3-го гвардейского стрелкового корпуса, бригады которого были сформированы из курсантов Севастопольского и Бакинского военно-морских училищ. В марте 1942 года здесь шли наступательные бои за освобождение Таганрога, где ключевым узлом являлась Волкова гора, которую обороняла танковая дивизия СС «Викинг». У постамента возле памятника есть надпись: «Проявив отвагу и героизм, моряки захватили этот опорный узел фашистов». Мемориал «Якорь» просматривается со всех сторон Матвеево-Курганского района. 
 В настоящее время «Якорь» является достопримечательностью и символом района, а также памятью о тех, кто погиб на этой высоте. Здесь проводятся торжественные мероприятия, сюда приходят школьники и молодёжь.
- Памятник «Прорыв Миус-фронта». Открыт в 1983 году. Находится на хуторе Степаново Матвеево-Курганского района Ростовской области России по трассе Ростов — Донецк. Автор (архитектор) — Перфилов В. И.
В 2008 году в честь 65-летия прорыва Миус-фронта здесь прошла военно-историческая реконструкция событий августа 1943 года.
- Памятник «Пушка». Установлен советским воинам стрелковой роты 905-го полка 248 стрелковой дивизии, штурмовавшим Миус-фронт в августе 1943 года. Гора Чёрный Ворон у хутора Подгорный и села Петрополье, высоко возвышающаяся посреди ровной степи, являлась одной из стратегически-важных высот. 
 При штурме горы старший сержант Павел Пудовкин повторил подвиг Александра Матросова, закрыв своим телом амбразуру дота, что позволило бойцам полка продолжить атаку, взять штурмом гору и прорвать Миус-фронт на этом участке. Старшему сержанту Павлу Пудовкину посмертно присвоено звание Героя Советского Союза.
- Храм-памятник Святого блаженного Павла Таганрогского в посёлке Матвеев Курган. Храм-памятник посвящен ратному подвигу всех советских воинов, принимавших участие в боях за освобождение миусской земли. Построен по инициативе местных жителей на народные деньги и пожертвования. На стенах храма в будущем планируется золотыми буквами увековечить в мраморе наименования всех воинских частей и соединений Красной Армии, оборонявших Примиусье и штурмовавших Миус-фронт.

- Мемориальный комплекс «Миус-Фронт» в Красном Луче, 2007 год
- «Мемориал Славы на Самбекских высотах» в Неклиновском районе Ростовской области недалеко от посёлка Самбек
- Памятник «Якорь», Волкова гора, Матвеево-Курганский район
- Памятник «Прорыв Миус-фронта», х. Степанов, Матвеево-Курганский район
- Памятник советским воинам, штурмовавшим Миус-фронт, г. Чёрный Ворон, близ х. Подгорный, Матвеево-Курганский район